# Осово (Осиповичский район)
О́сово (бел. Восава) — агрогородок в составе Протасевичского сельсовета Осиповичского района Могилёвской области Республики Беларусь.

## Этимология
Название образовано от основ «ось», «оса», являющихся старобелорусским обозначением осины.

## Географическое положение
Деревня расположена в 6 км на юг от Осиповичей и в 6 км от ж/д станции Осиповичи, в 139 км от Могилёва, граничит с лесом на западе. Рядом пролегает прямая автодорога Осиповичи — Дараганово. Планировку деревни составляют две обособленные части — северная и южная, размещённые у дороги. Размещённая перпендикулярно дороге, улица северной части прямолинейна и застроена по обеим сторонам деревянными домами. Дома южной части размещены по обеим сторонам дороги.

## История
Осово, известное по письменным источникам с начала XX века, в 1907 году упоминались в Замошской волости Бобруйского уезда Минской губернии со 100 жителями и 10 дворами. В 1917 году числилось уже 130 жителей и 23 двора. В 1931 году здесь имелась кузница и был создан колхоз «Красный восход».
Во время Великой Отечественной войны Осово было оккупировано немецко-фашистскими войсками с конца июня 1941 года по 29 июня 1944 года. Оккупантами было убито трое жителей деревни и сожжено три двора. На фронте и при партизанской деятельности погибли 12 жителей. В деревне имеются магазин, клуб и библиотека.

## Население
- 1907 год — 100 человек, 10 дворов[1]
- 1917 год — 130 человек, 23 двора[1]
- 1940 год — 185 человек, 36 дворов[1]
- 1959 год — 204 человека[1]
- 1970 год — 172 человека[1]
- 1986 год — 168 человек, 66 хозяйств[1]
- 2002 год — 187 человек, 59 хозяйств[1]
- 2007 год — 177 человек, 68 хозяйств[1]

## Комментарии
1. ↑  Название и ударение даны по: Назвы населеных пунктаў Рэспублікі Беларусь: Магілёўская вобласць: нарматыўны даведнік / І. А. Гапоненка і інш.; пад рэд. В. П. Лемцюговай. — Минск: Тэхналогія, 2007. — С. 66. — 406 с. — ISBN 978-985-458-159-0..